# Catalogul colecției Locuri și legende
Aceasta este o listă de volume care au apărut în cadrul colecției Locuri și legende de la Editura Tineretului (ET) și Editura Sport-turism (ESt).

## Lista
| Autor(i)            | Titlu                                | Despre                | Editura | Data apariției | Note / Ref.          |
| ------------------- | ------------------------------------ | --------------------- | ------- | -------------- | -------------------- |
| Ștefan D. Gheorghiu | Coroana de piatră                    | -                     | ET      | 1969           | [ 3 ]                |
| Elena Mătasă        | Lacul omului                         | -                     | ESt     | 1975           | [ 4 ]                |
| Ion Filipoiu        | Legendele Zorileștilor               | -                     | ESt     | 1976           | [ 5 ]                |
| Lola Stere Chiracu  | Prin țara marelui Ștefan             | -                     | ESt     | 1976           | [ 6 ]                |
| Simion Harnea       | Locuri și legende vrânceene          | -                     | ESt     | 1979           | [ 7 ]                |
| Alexandru Mitru     | Bucureștii în legende și povestiri   | -                     | ESt     | 1975           | [ 8 ]                |
| Alexandru Mitru     | Aradul în legende și povestiri       | -                     | ESt     | 1982           | [ 9 ]                |
| Alexandru Mitru     | Iașii în legende și povestiri        | -                     | ESt     | 1979           | [ 10 ]               |
| Lola Stere Chiracu  | Drumuri și legende                   | Etnografie românească | ESt     | 1979           | [ 11 ]               |
| Ion Filipciuc       | Și pietrele curg                     | -                     | ESt     | 1985           | [ 12 ]               |
| Elena Matasa        | Muntele de aramă                     | -                     | ESt     | 1982           | [ 13 ]               |
| Fernande Chirea     | Cumpăna haiducului                   | -                     | ESt     | 1981           | [ 14 ]               |
| Eugen Teodoru       | Din legendele Dunării                | -                     | ESt     | 1982           | [ 15 ]               |
| Ion Pui Stoicescu   | Taina crinilor de piatră             | -                     | ESt     | 1992           | [ 16 ]               |
| Nicoleta Coatu      | Legende populare românești           | ISBN 973-41-0071-8    | ESt     | 1990           | [ 17 ] [ 18 ]        |
| Nicoleta Coatu      | Legende populare geografice          | Folclor literar       | ESt     | 1986           | [ 19 ]               |
| Elena Gutic         | Din legendele Dorohoiului            | -                     | ESt     | 1986           | [ 20 ]               |
| Grigore Olaru       | Drumuri de legendă                   | -                     | ESt     | 1985           | [ 21 ]               |
| Ion Cruceană        | Pe Argeș în jos                      | ISBN 973-41-0062-9    | ESt     | 1990           | [ 22 ] [ 23 ] [ 24 ] |
| Petre Stănescu      | Legende istorice                     | -                     | ESt     | 1983           | [ 25 ]               |
| Elidia Agrigoroaiei | Legende din Moldova                  | -                     | ESt     | 1984           | [ 26 ]               |
| Elidia Agrigoroaiei | Din legendele Botoșanilor            | ISBN 973-41-0201-X    | ESt     | 1991           | [ 27 ]               |
| Grigore Băjenaru    | Piatra Craiului                      | -                     | ESt     | 1978           | [ 28 ]               |
| Mircea Pospai       | Locuri și legende în Nordul Olteniei | -                     | ESt     | 1987           | [ 29 ]               |
| Viorica Nicoară     | Cetatea cu șapte turnuri             | -                     | ESt     | 1979           | [ 30 ] [ 31 ]        |

## Vezi și
- Catalogul Colecției Meridiane (Editura Univers)
- Catalogul colecției Biblioteca de proză română contemporană
- Catalogul colecției Romane de ieri și de azi
- Catalogul colecției Romanul de dragoste (Editura Eminescu)
- Catalogul Colecției Biblioteca pentru toți (Editura Minerva)
- Catalogul Colecției Biblioteca pentru toți (Jurnalul Național)
- Biblioteca pentru toți copiii
- Biblioteca școlarului